# MAN Lion’s City
MAN Lion’s City — разнообразие автобусов и электробусов, выпускаемых компанией MAN с 1996 года. Название Lion’s City используется с 2004 года, когда модели городских автобусов MAN, продававшиеся отдельно, были собраны в один модельный ряд, а также большинство моделей получило подтяжку переда. Первыми моделями, которые были представлены, были 12-метровый низкопольный междугородний автобус NÜ xx3 (A20) в 1996 году, 12-метровый городской автобус NL xx3 (A21) в 1997 году и сочленённый NG xx3 (A23) в 1998 году. Как и в предыдущих моделях MAN, номинальная мощность составляла часть названия модели, давая автобусам серии NÜ с номинальной мощностью 260 и 310 л. с. названия моделей NÜ 263 и NÜ 313 соответственно. Основные производственные площадки находятся в Стараховице и Садах в Польше, но модели также были построены в Германии, Турции и Малайзии. Первоначально большинство вариантов midibus было изготовлено компанией Göppel Bus в Аугсбурге, а затем — компанией Nobitz.
Модели выпускаются с 6-цилиндровым рядным двигателем с турбонаддувом, работающим на дизельном топливе, сжатом природном газе или сжиженном нефтяном газе. Успешно испытаны варианты с приводом на водородном топливном элементе и с водородными двигателями внутреннего сгорания, а также дизель-электрический гибридный привод. Серийная гибридно-электрическая версия Lion’s City Hybrid, использующая суперконденсаторы и два электромотора мощностью 67 кВт, выпускается с 2010 года. Гибридные электробусы обеспечивают повышенную эффективность городского движения и потребляют на 30 % меньше топлива, чем автобусы, работающие только на сжигании топлива.
Последнее поколение Neoplan Centroliner базируется на шасси Lion’s City (Neoplan также входил в автобусную группу Neoman).

## Интегральные варианты
Коды внутри скобок — это внутренние коды, которые идентифицируют некоторые технические характеристики вариантов, такие как длина/колёсная база, количество осей, высота пола, ширина, расположение двигателя и так далее. Некоторые коды уникальны для одного варианта, в то время как другие являются общими для разных вариантов. Некоторые варианты со временем менялись от одного кода к другому. Эти коды иногда ошибочно используются в качестве обозначения модели. Коды можно найти в VIN (например, WMAA21…) и в серийных номерах автобусов (например, A210012).

### Актуальные

#### Городские
- Lion’s City 12, 12 m — базовая версия.
- Lion’s City 12 G, 12 m — газовая версия.
- Lion’s City 12 E, 12 m — электробус.
- Lion’s City 18, 18 м — базовая сочленённая версия.
- Lion’s City 18 G, 18 м — газовая сочленённая версия.
- Lion’s City L.
- Lion’s City G.
- Lion’s City GL.
- Lion’s City M — укороченная версия.
- Lion’s City Hybrid — 12-метровый электробус.
- Lion’s City LE.
- Lion’s City C LE.
- Lion’s City L LE.
- Lion’s City G LE.
- Lion’s City GL LE.

#### Пригородные и междугородние
- Lion’s City Ü.
- Lion’s City LE Ü.

### Исторические

#### Городские
- Lion’s City DD — двухэтажная версия.
- Lion’s City GXL.
- Lion’s City M.

#### Пригородные и междугородние
- Lion’s City ÜLL.

## Типовые обозначения
Обозначения типов использовались для определения всех моделей до 2004 года. С введением названий моделей в 2004 году система по-прежнему используется на всех автомобилях, но больше для внутреннего использования. В большинстве случаев его можно найти на табличке внутри автобуса, где находится VIN.

#### Высота пола
- N: Низкопольный автобус (нем. Niederflur).
- E: Низкопольная шина (Некоторые низкопольные версии имеют вместо этого букву N, когда они построены технически аналогично низкопольной версии).

#### Адаптация
- L: Жёсткая шина (без специальной адаптации) (немецкий: Linienbus).
- D: Двухэтажный автобус (немецкий: Doppeldeckerbus).
- G: Сочленённый автобус (немецкий: Gelenkbus).
- М: Малый.
- Ü: Междугородний автобус (немецкий: Überlandbus).

#### Код питания
- xx: Первые две цифры выходной мощности в л. с. (ближайшие десять).
- 3: третье поколение.
- F: Означает шасси для внешнего кузова (немецкий: Fahrgestell).